# 아메리카의 퇴조
아메리카의 퇴조(Made In U.S.A.)는 프랑스에서 제작된 장 뤽 고다르 감독의 1966년 코미디, 범죄, 미스터리 영화이다. 안나 카리나 등이 주연으로 출연하였고 조르쥬 드 뷰레가르드 등이 제작에 참여하였다.

## 출연

### 주연
- 안나 카리나
- 장 피에르 레오

### 조연
- 라스즐로 스자보
- 마리안느 페이스풀
- 이베스 아퐁소
- 장 뤽 고다르
- 필립 라브로

## 제작진
- 원작자: 도널드 E. 웨스트레이크